# من مجیدم

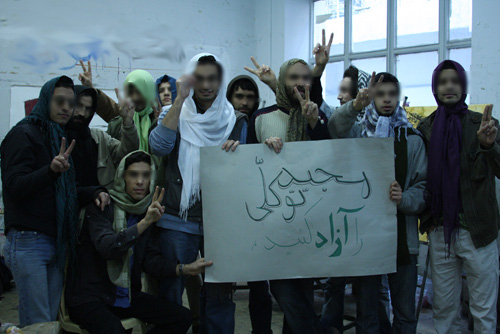
نمونه‌ای از تصاویر کمپین

انتشار عکسی از مجید توکّلی با لباس زنانه (مانتو، چادر و مقنعه) در خبرگزاری‌های نزدیک دولت پس از دستگیری مجید توکلی، از فعّالان سیاسی ایران باعث شد که هواداران جنبش سبز و مخالفان دولت در اینترنت کارزاری تحت عنوان «کمپین مردان با حجاب یا من مجید ام» به راه بیندازند و با انتشار عکس خود در مقنعه یا چادر، نسبت به دستگیری مجید توکلی و انتشار عکس‌های یادشده از او در رسانه‌های جمهوری اسلامی اعتراض کنند. در صفحه نخست این کمپین که در سایت فیس‌بوک تشکیل شده، هدف از آن این گونه شرح داده شده است: «بازداشت این دانشجوی شجاع و انتشار چنین عکس‌هایی فقط و فقط برای فشار بر جنبش دانشجویی و حرکت سبز ملت ایران انجام شده و در همین زمان تلاشی است برای تحقیر کردن کلیه زنان این سرزمین. این کمپین است برای اینکه ثابت کنیم با مجید توکلی هستیم. برای اینکه بگوییم لباس زنانه (منظور حجاب) بد نیست و این حجاب اجباریست که بد است. چه بر تن زنان این سرزمین و چه بر چهره مجید توکلی.»
تنها در چهار روز اول ۴۵۰ مرد ایرانی تصاویری از خود را با حجاب در صفحه کمپین در فیسبوک قرار داده‌اند.
مجید توکلی که به «شرف جنبش دانشجویی» معروف شده‌است، پیش از این نیز دو بار بازداشت و صدها روز را در انفرادی و تحت شکنجه گذرانده بود. برای بار سوم پس از سخنرانی در دانشگاه امیر کبیر و انتقاد از علی خامنه‌ای بلافاصله پس از خروج از دانشگاه دستگیر شد.
یک روز پس از بازداشت وی خبرگزاری فارس عکسی از او با چادر و مقنعه منتشر ساخت. در کنار این عکس تصویری از بنی صدر قرار داشته که به ادعای مقامات ایران وی نیز با لباس زنانه از ایران رفته‌است.
بسیاری از فعالان سیاسی هر دو عکس را ساختگی دانسته و برخی نیز احتمال دادند که بازجویان برای تحقیر توکلی لباس زنانه به وی پوشانده باشند.
بر خلاف انتظار مقامات امنیتی بلافاصله پس از انتشار این عکس صدها نفر از مردان ایران با پوشیدن روسری یا چادر و انتشار عکس خود در اینترنت با مجید توکّلی ابراز همراهی کردند.
انتشار تصاویر ساختگی مجید توکّلی و همچنین موج کمپین من مجید هستم بازتاب‌هایی در رسانه‌های خارج از ایران نیز یافت.